# Лойтенберг
Лойтенберг (нім. Leutenberg) — місто в Німеччині, розташоване в землі Тюрингія. Входить до складу району Заальфельд-Рудольштадт.
Площа — 57,17 км2. Населення становить 2027 ос. (станом на 31 грудня 2021).